# Hoplophyllum
Hoplophyllum DC., 1836 è un genere di piante angiosperme dicotiledoni della famiglia delle Asteraceae.

## Descrizione
Le specie di questa tribù sono arbusti non molto grandi, con fusti eretti e ramificati. La pubescenza è sparsa. Gli organi interni sono privi di latice.
Le foglie lungo il fusto sono disposte in modo alterno; sono di tipo spiniforme lineari, intere, affusolate o piatte. I bordi sono sparsamente dentato-spinosi. La pubescenza è longitudinale e striata. A volte sono profondamente scanalate.
Le infiorescenze sono composte da capolini discoidi, sessili o subsessili, non molto grandi in posizione terminale o ascellare. I capolini sono formati da un involucro composto da brattee (o squame) all'interno delle quali un ricettacolo fa da base ai fiori tubulosi interni. La forma dell'involucro varia da cilindrica a campanulata; le brattee sono disposte in più serie; quelle esterne hanno una consistenza cartacea e sono provviste di spine apicali. Il ricettacolo è nudo (senza pagliette).
I fiori (pochi, più o meno 5) sono tetra-ciclici (ossia sono presenti 4 verticilli: calice – corolla – androceo – gineceo) e pentameri (ogni verticillo ha 5 elementi). Sono inoltre ermafroditi e actinomorfi.
- Formula fiorale:

*/x K {\displaystyle \infty }, [C (5), A (5)], G 2 (infero), achenio
- Calice: i sepali del calice sono ridotti ad una coroncina di squame.

- Corolla: il colore della corolla, tubuliforme e lobata, è giallo o sue tonalità.

- Androceo: gli stami sono 5 con filamenti liberi mentre le antere sono saldate in un manicotto (o tubo) circondante lo stilo. Le antere hanno delle appendici apicali con speroni (calcarate) e delle code (caudate); le teche hanno una forma oblunga. Le cellule dell'endotecio hanno una forma oblunga con ispessimenti anulari addensati nella metà basale e più distanziati nella parte distale. Il polline è spinuloso.

- Gineceo: lo stilo è sottile e allungato, mentre gli stigmi sono due, divergenti e ricoperti di peli nelle zone esterne. Lo stilo alla base è parzialmente immerso nel nettare, ed è privo di nodi. L'ovario è infero uniloculare formato da 2 carpelli. Le papille stigmatiche ricoprono la parte interna degli stigmi. Sono presenti dei corti peli a 2 - 3 cellule.

I frutti sono degli acheni con pappo. Gli acheni sono più o meno prismatici e sono densamente ricoperti da setole, mentre il pappo è formato da piccole setole disposte su 2 - 3 serie.

## Biologia
- Impollinazione: l'impollinazione avviene tramite insetti (impollinazione entomogama tramite farfalle diurne e notturne).
- Riproduzione: la fecondazione avviene fondamentalmente tramite l'impollinazione dei fiori (vedi sopra).
- Dispersione: i semi (gli acheni) cadendo a terra sono successivamente dispersi soprattutto da insetti tipo formiche (disseminazione mirmecoria). In questo tipo di piante avviene anche un altro tipo di dispersione: zoocoria. Infatti le brattee dell'involucro possono agganciarsi ai peli degli animali di passaggio disperdendo così anche su lunghe distanze i semi della pianta.

## Distribuzione e habitat
La distribuzione delle piante di questa specie è relativa al Sudafrica.

## Tassonomia
La famiglia di appartenenza di questa voce (Asteraceae o Compositae, nomen conservandum) probabilmente originaria del Sud America, è la più numerosa del mondo vegetale, comprende oltre 23.000 specie distribuite su 1.535 generi, oppure 22.750 specie e 1.530 generi secondo altre fonti (una delle checklist più aggiornata elenca fino a 1.679 generi). La famiglia attualmente (2021) è divisa in 16 sottofamiglie.

### Filogenesi
Le piante di questa voce appartengono alla tribù Eremothamneae della sottofamiglia Vernonioideae. Questa assegnazione è stata fatta solo ultimamente in base ad analisi di tipo filogenetico sul DNA delle piante. Precedenti classificazioni descrivevano queste piante nella sottofamiglia Asteroideae (tribù Senecioneae) o sottofamiglia Cichorioideae.
Il numero cromosomico delle specie di questo gruppo è: 2n = 18.

### Elenco delle specie
Per questo genere sono assegnate le seguenti 2 specie:
- Hoplophyllum ferox Sond.
- Hoplophyllum spinosum DC.